# La Praz VD
| VD ist das Kürzel für den Kanton Waadt in der Schweiz. Es wird verwendet, um Verwechslungen mit anderen Einträgen des Namens La Praz zu vermeiden. |

La Praz ist eine politische Gemeinde im Distrikt Jura-Nord vaudois des Kantons Waadt in der Schweiz.

## Geographie
La Praz liegt auf 873 m ü. M., 10 km südwestlich von Orbe und 20 km südwestlich der Bezirkshauptstadt Yverdon-les-Bains (Luftlinie). Das Bauerndorf erstreckt sich am Jurasüdhang, in aussichtsreicher Lage hoch über dem Flachland des Waadtländer Mittellandes.
Die Fläche des 5,1 km² grossen Gemeindegebiets umfasst einen Abschnitt am Waadtländer Jurasüdhang. Der Gemeindeboden erstreckt sich vom Rand des Prins Bois westwärts über die Rodungsinsel von La Praz und den bewaldeten Steilhang (Côte de la Praz) bis auf die Höhe der Jurakette zwischen dem Nozontal und dem Mittelland. Der höchste Punkt der Gemeinde liegt mit 1300 m ü. M. nahe beim Chalet Dernier. Hier befinden sich ausgedehnte Jurahochweiden mit den typischen mächtigen Fichten, die entweder einzeln oder in Gruppen stehen. Von der Gemeindefläche entfielen 1997 4 % auf Siedlungen, 51 % auf Wald und Gehölze und 45 % auf Landwirtschaft.
Zu La Praz gehören einige Einzelhöfe. Nachbargemeinden von La Praz sind Juriens, Moiry und Mont-la-Ville.

## Bevölkerung
Mit 206 Einwohnern (Stand 31. Dezember 2023) gehört La Praz zu den kleinsten Gemeinden des Kantons Waadt. Von den Bewohnern sind 94,9 % französischsprachig, 4,3 % deutschsprachig und 0,9 % englischsprachig (Stand 2000). Die Bevölkerungszahl von La Praz belief sich 1850 auf 247 Einwohner. Danach wurde bis 1970 (102 Einwohner) eine starke Abwanderung verzeichnet. Seither hat die Bevölkerung wieder leicht zugenommen.

## Wirtschaft
La Praz ist noch heute ein landwirtschaftlich geprägtes Dorf, wobei früher in Dorfnähe der Ackerbau vorherrschte, während heute vor allem Viehzucht und Milchwirtschaft betrieben wird. Weitere Arbeitsplätze bietet das lokale Kleingewerbe an. Da sich La Praz in den letzten Jahrzehnten allmählich zu einer Wohngemeinde entwickelte, sind viele Erwerbstätige Wegpendler.

## Verkehr
Die Gemeinde liegt abseits der grösseren Durchgangsstrassen, sie besitzt Verbindungen mit den drei Nachbardörfern. Durch den Postautokurs, der von Croy nach La Praz verkehrt, ist La Praz an das Netz des öffentlichen Verkehrs angebunden.

## Geschichte

Panorama cromlech von La Praz

Spuren zeugen von einer frühen Besiedlung des Gemeindegebietes. Die erste schriftliche Erwähnung des Ortes erfolgte 1330 unter dem heutigen Namen. Später erschienen die Bezeichnungen Prata (1400) und Lapraz (1867). Der Ortsname geht auf das lateinische Wort pratum (Wiese, Weide) zurück.
Seit dem Mittelalter gehörte La Praz zum Kloster Romainmôtier. Mit der Eroberung der Waadt durch Bern im Jahr 1536 wurde das Dorf Teil der Kastlanei und Landvogtei Romainmôtier. Nach dem Zusammenbruch des Ancien Régime gehörte La Praz von 1798 bis 1803 während der Helvetik zum Kanton Léman, der anschliessend mit der Inkraftsetzung der Mediationsverfassung im Kanton Waadt aufging. Es wurde 1798 dem Bezirk Orbe zugeteilt. Im Jahr 1881 fielen zahlreiche Häuser einem Dorfbrand zum Opfer.

## Sehenswürdigkeiten
Die spätklassizistische Kirche von La Praz wurde 1841 erbaut. In einem Wald südlich des Dorfes befindet sich ein hufeisenförmiger Steinkreis mit fünf grossen und sieben kleineren bemoosten Steinen.